# Bořetice (okres Břeclav)
Bořetice (německy Boretitz) jsou vesnice v okrese Břeclav v Jihomoravském kraji. Leží zhruba 12 km jihovýchodně od Hustopečí, na břehu Trkmanky. Bořetice sousedí na severu s Němčičkami a Kobylím, na východě s Vrbicí (místně Vrbicú) a na západě s Velkými Pavlovicemi. Žije zde přibližně 1 400 obyvatel. Obec je součástí Svazku obcí Modré Hory a Mikroregionu Hustopečsko. Jedná se o vinařskou obec ve Velkopavlovické vinařské podoblasti (viniční tratě Terasy, Kraví hora, Tálky za kostelem, Čtvrtě, Trkmanska).

## Název
Název se vyvíjel od varianty de Poratiz (1222), v Borzetycz (1349), v Borzeticz (1361), Borzeticz (1392), na Borzeticzich (1497), z Borzeticz (1522), Boržetycze (1610), Boržeticz (1673), Porschetitz (1720), Boržeticz (1751), Bořetitz a Bořetice (1846). Místní jméno vzniklo z osobního jména Bořata, k němuž byla přidána přípona -ice a znamenalo ves lidí Bořatových. Pojmenování je rodu ženského, čísla pomnožného a genitiv zní Bořetic.

## Historie
První dochovaná zmínka o Bořeticích se nalézá v latinsky psané Listině přítlucké z roku 1222, ve které olomoucký biskup Robert určil farní právo kostelu v Přítlukách a na níž je uveden bořetický dědičný rychtář Vít (Wido iudex de Poratitz). Ve středověku vystřídaly mnoho majitelů, v roce 1447 získal obec Jan Kuna z Kunštátu, významný místní hospodář a stavitel. Po něm obec spravoval syn Heralt Kuna z Kunštátu.
Po smrti Heralta v roce 1524 se obce ujala vdova, Magdalena z Lomnice, a následně její vnuk z rodu Tetourů z Tetova. Ti pozvali do vsi asi 60 habánů (novokřtěnců). V roce 1571 byla ves prodána Janu Kropáčovi z Nevědomí, po určitých peripetiích získala vesnici Bohunka ze Žerotína a posléze její syn Zdeněk Žampach z Potštejna. V roce 1605 byly habánské osady včetně Bořetic vypleněny Bočkajovci a údajně zničili místní středověký kostelík, společný dům habánské komuny, tvrz a další usedlosti. O těchto škodách však se v následujících listinách z neznámých důvodů vůbec nehovoří. Na počátku 17. století habáni z vesnice, stejně jako ze zbytku Moravy, vypuzeni.
Během třicetileté války byla vesnice několikrát pleněna, ale ne zcela zničena. Kostel zničený v roce 1605 měl být obnoven už v roce 1680, ale práce byly zastaveny, a tak byla na hřbitově alespoň vystavěna kaple (která byla počátkem 18. století přestavěna na kostel). Na konci 17. století byla obec prodána Lichtenštejnům a Marie Antonie z Lichtenštejna iniciovala v Bořeticích některé významné stavby včetně kostela sv. Anny, který sloužil jako poutní kostel.K obnově fary došlo roku 1879, od roku 1882 má škola, zřízená roku 1826, vlastní budovu. Další školní budova byla zbudována roku 1930.

## Obyvatelstvo
Podle sčítání 1930 zde žilo v 296 domech 1212 obyvatel. 1205 obyvatel se hlásilo k československé národnosti a 1 k německé. Žilo zde 1186 římských katolíků, 18 evangelíků, 3 příslušníků Církve československé husitské a 5 židů.

### Struktura
Vývoj počtu obyvatel za celou obec i za jeho jednotlivé části uvádí tabulka níže, ve které se zobrazuje i příslušnost jednotlivých částí k obci či následné odtržení.
| Místní části   | Místní části  | 1896 | 1880 | 1890 | 1900 | 1910 | 1921 | 1930 | 1950 | 1961 | 1970 | 1980 | 1991 | 2001  | 2013  |
| -------------- | ------------- | ---- | ---- | ---- | ---- | ---- | ---- | ---- | ---- | ---- | ---- | ---- | ---- | ----- | ----- |
| Počet obyvatel | část Bořetice | 850  | 981  | 937  | 1037 | 1142 | 1279 | 1212 | 1291 | 1473 | 1380 | 1334 | 1272 | 1 321 | 1 305 |
| Počet domů     | část Bořetice | 186  | 197  | 206  | 220  | 238  | 245  | 296  | 340  | 351  | 366  | 371  | 441  | 443   |       |

## Obecní správa a politika
Od roku 1990 do roku 2006 byl starostou Václav Petrásek. V letech 2006 až 2014 zastával tuto funkci Václav Surman (KDU-ČSL). Na ustavujícím zasedání zastupitelstva v listopadu 2014 byl do této funkce zvolen František Petrásek (Vinaři za obce krásnější).

### Znak a vlajka
Znak tvoří červeno-zelený štít. V rozhodnutí předsedy Poslanecké sněmovny č. 13 ze dne 1. února 1994 je znak popsán takto:
| „ | Zeleno-červeně polcený štít, v pravé polovině polní brány, v levé kolmo postavená radlice, obojí zlaté. | “ |

Motivy znaku vycházejí ze symboliky staré bořetické pečeti, jež je doložena nejpozději v roce 1656. Radlice je nůž využívaný na krájení „koláče“ po lisování vína.[zdroj⁠?!]
Po roce 1949 nebylo obcím umožněno užívat vlastní znak a musely v razítkách i pečetích užívat státní znak. Až zákon o obecním zřízení z roku 1990 umožnil opět využití obecního znaku a praporu, na základě udělení České národní rady, resp. Poslanecké sněmovny Parlamentu České republiky. Bořetice podaly žádost, jež zahrnovala znak vycházející z někdejší pečeti a červeno-žlutě čtvrcenou vlajku se znakem v jejím středu, která však nebyla schválena. Po jednáních byla zvolena vlajka s dvěma svislými pruhy, žerďovým zeleným a vlajícím červeným.
Jelikož dekret obsahuje pouze slovní popis bez vyobrazení, obec zadala kresbu znaku novému výtvarníkovi. Ten změnil tvar štítu i zobrazení polních bran oproti vyobrazení, jež bylo součástí žádosti, směrem k podobě někdejší pečeti. To není na závadu, zároveň však zaměnil strany znaku, takže mnoho tiskovin s jeho dílem neodpovídá definici uděleného znaku. Ivan Štarha v knize Bořetice v proměnách času proto hovoří v souvislosti s touto variantou spíše o logu obce nežli o znaku.

## Pamětihodnosti
- Kostel svaté Anny
- Hřbitovní zeď s barokní branou
- Smírčí kámen
- Boží muka v Zázmoníkách
- Boží muka u Rozhledny
- Poklona svatému Floriánu
- Poklona svatému Janu Nepomuckému
- Rozhledna Kraví hora (nyní mimo provoz)

## Zajímavosti
- V roce 2005 získala obec v 11. ročníku soutěže titul Vesnice roku.[13]
- 11. června 2006 zde byla otevřena dřevěná rozhledna. Celková výška je 15 metrů, nejvyšší ze čtyř vyhlídkových ploch leží ve výšce 12 m.
- V květnu 2009 zde bylo otevřeno letiště – plocha pro sportovní létající zařízení; jako hangár slouží starý zemědělský sklad meruněk.
- V obci byla v roce 2000 „vyhlášena“ recesistická vinařská Svobodná spolková republika Kraví hora.[14]

## Galerie

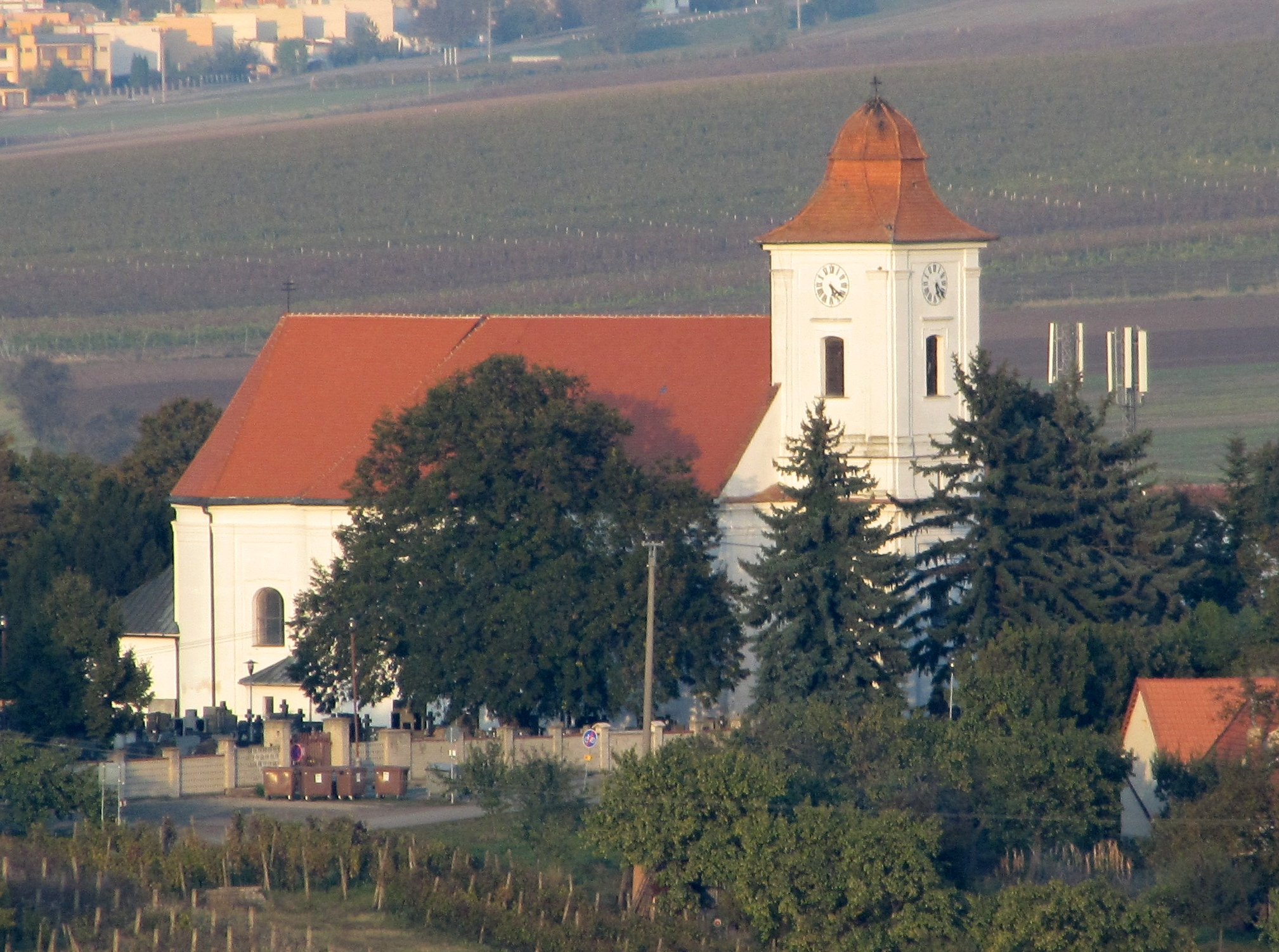
kostel svaté Anny
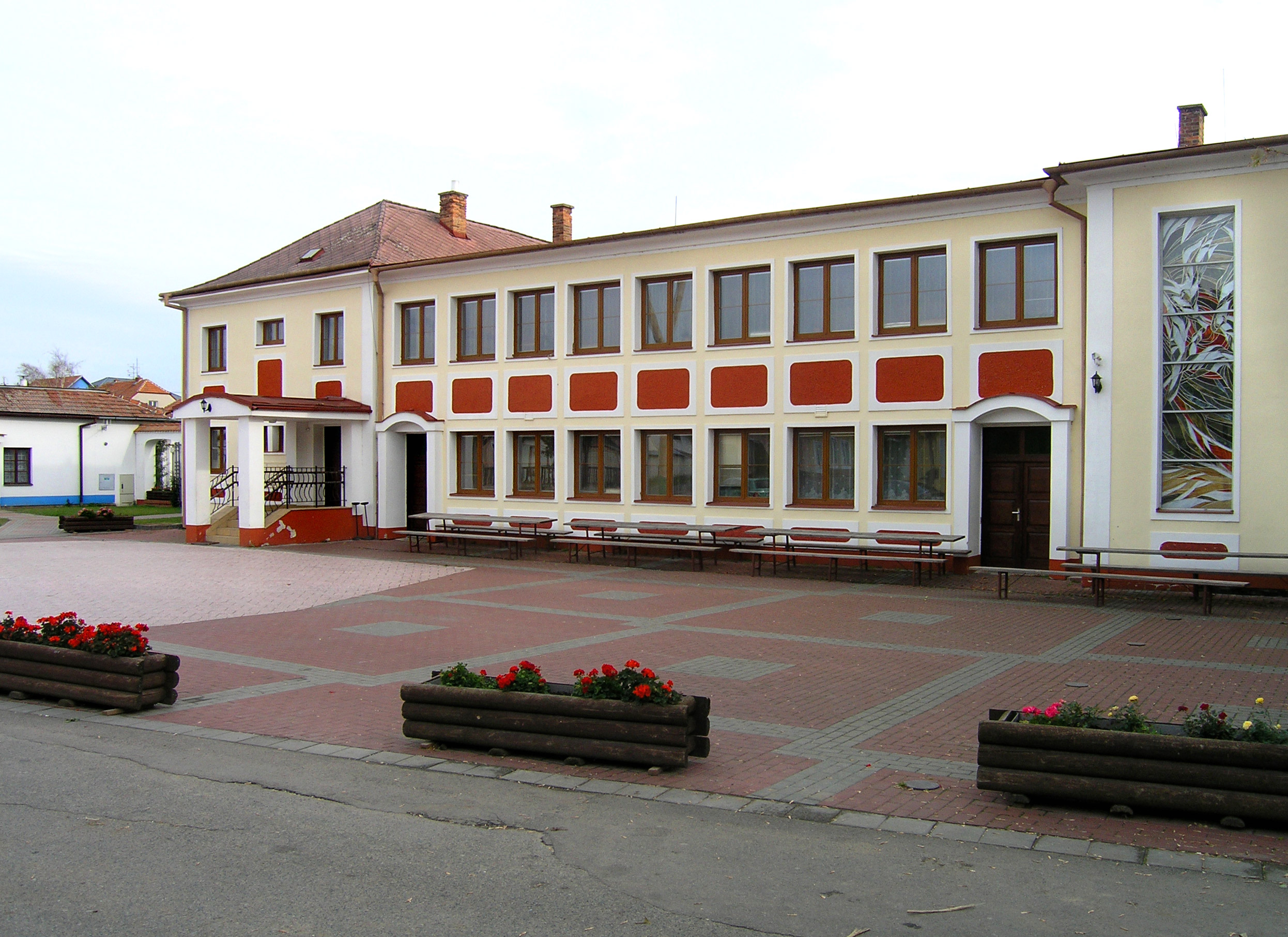
obecní úřad
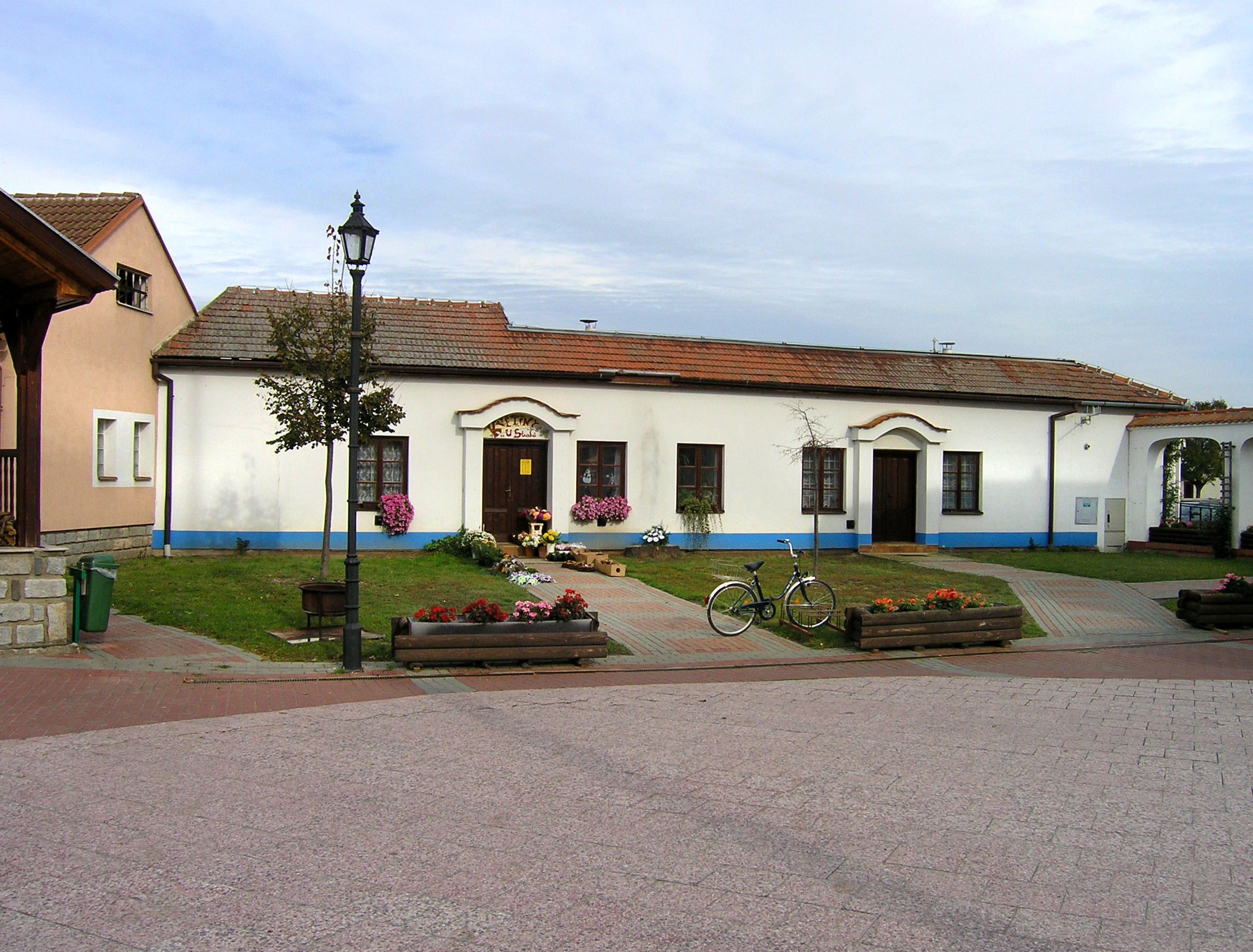
nová náves u obecního úřadu
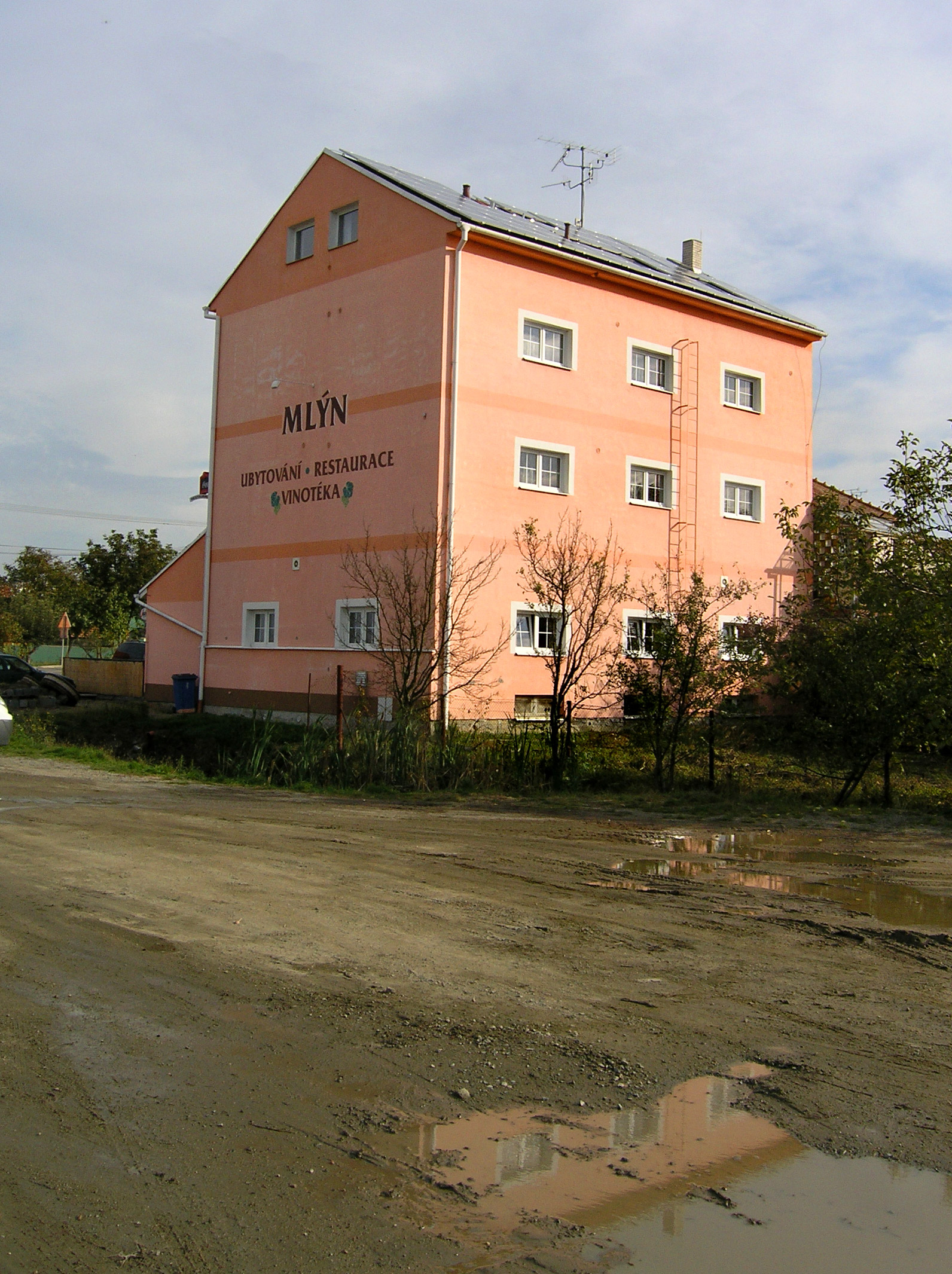
bývalý mlýn, nyní hotel
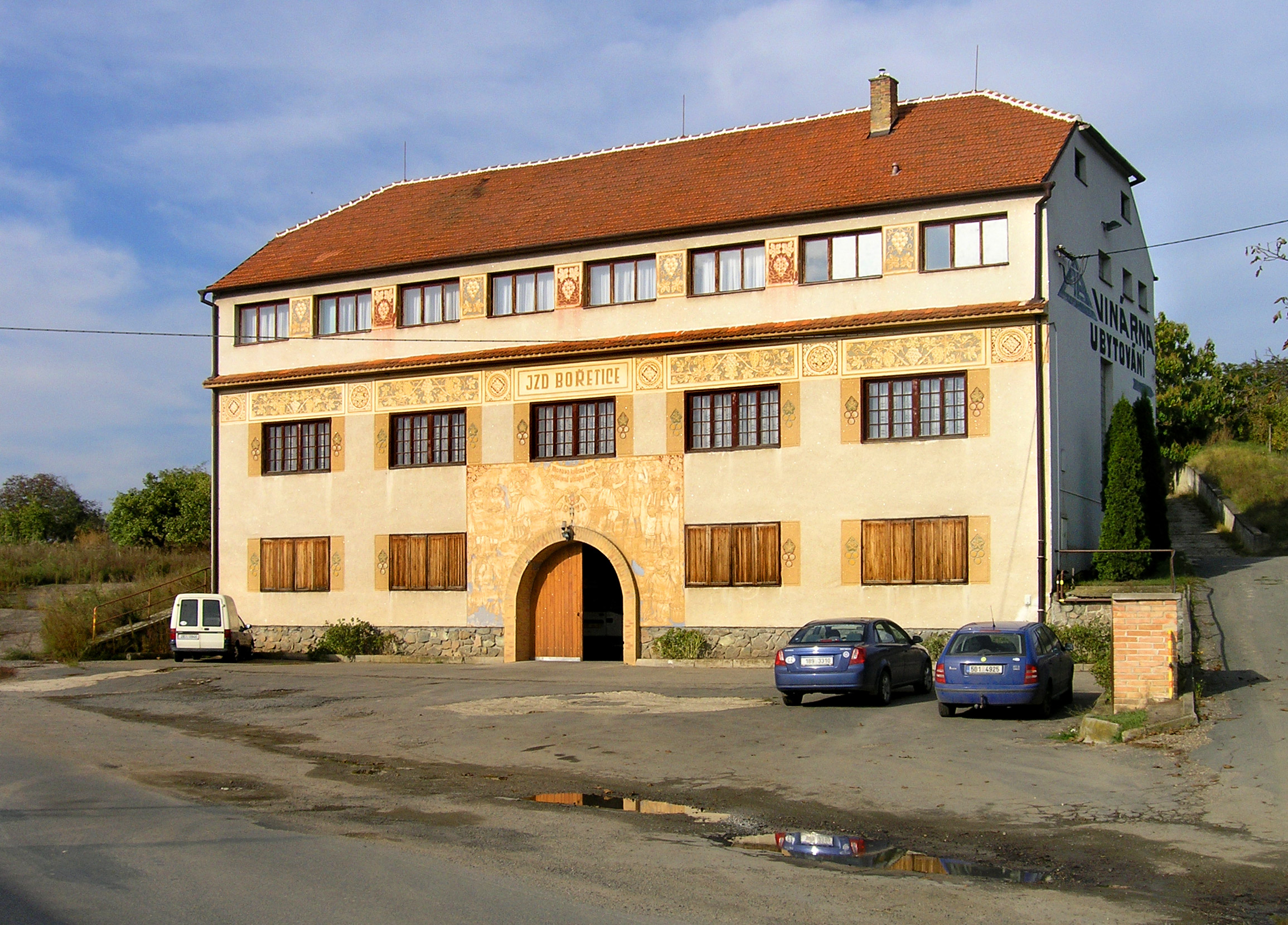
vinný sklep ZD Bořetice
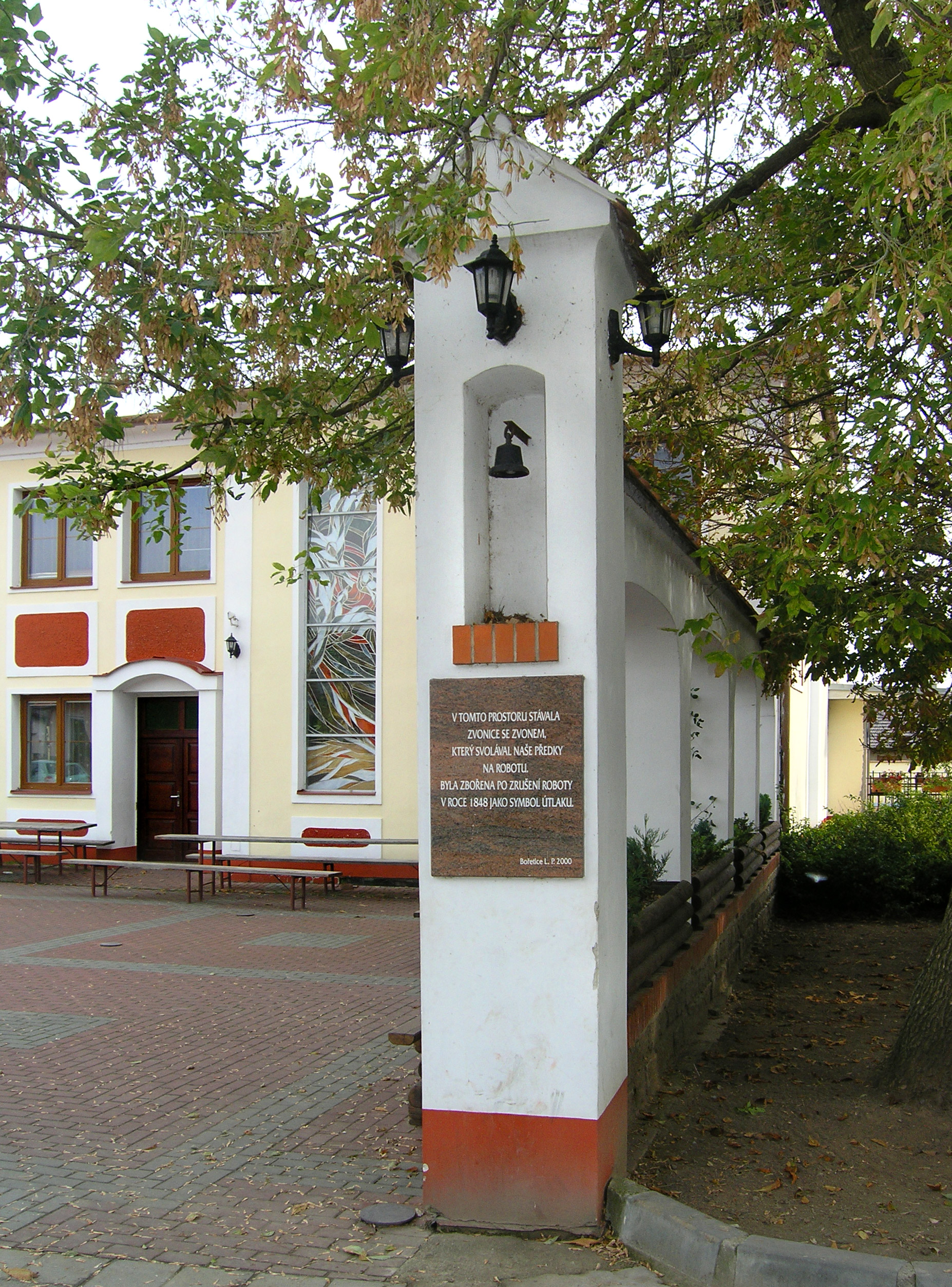
zvonička
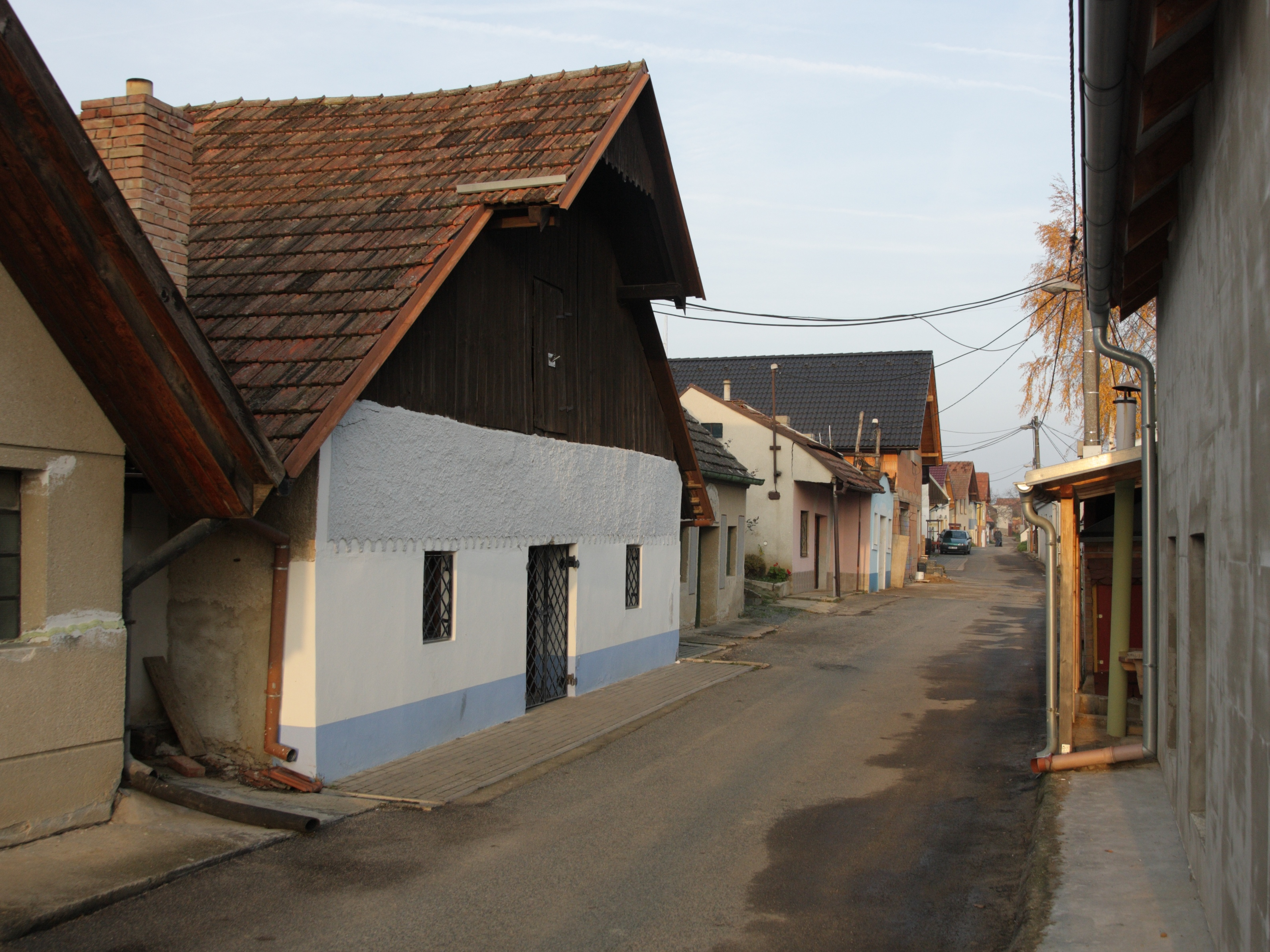
Kraví hora, vinné sklepy
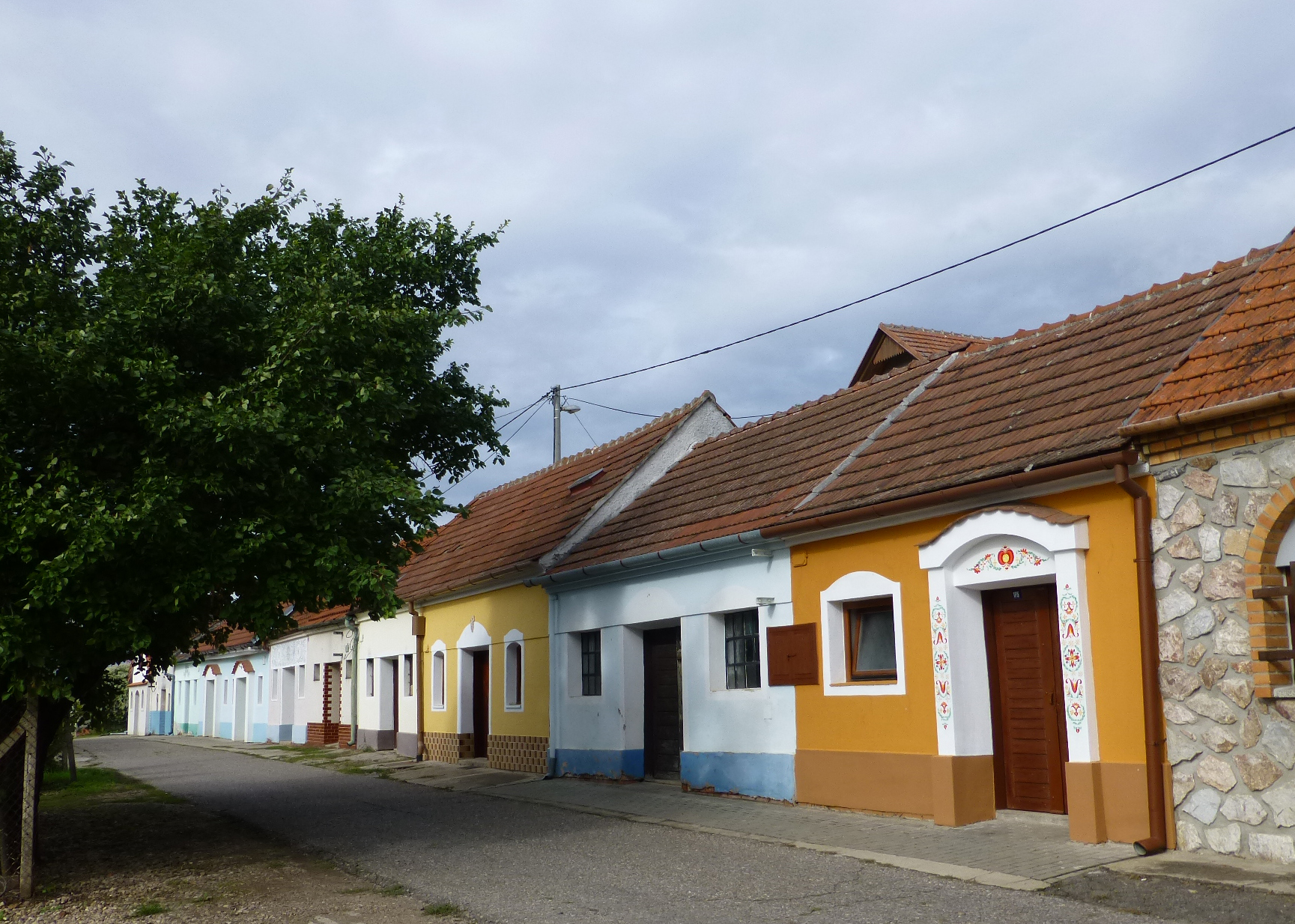
Kraví hora, vinné sklepy